# آناند پانیاراچون
آناند پانیاراچون (تایلندی: อานันท์ ปันยารชุน؛ زادهٔ ۹ اوت ۱۹۳۲) یک سیاست‌مدار اهل تایلند است.